# Toyota GR Yaris Rally1
La Toyota GR Yaris Rally1 è la versione da competizione della Toyota GR Yaris, appositamente realizzata per competere nel Campionato del mondo rally, progettata, costruita e portata in pista dalla Toyota Gazoo Racing WRT a partire dal 2022.

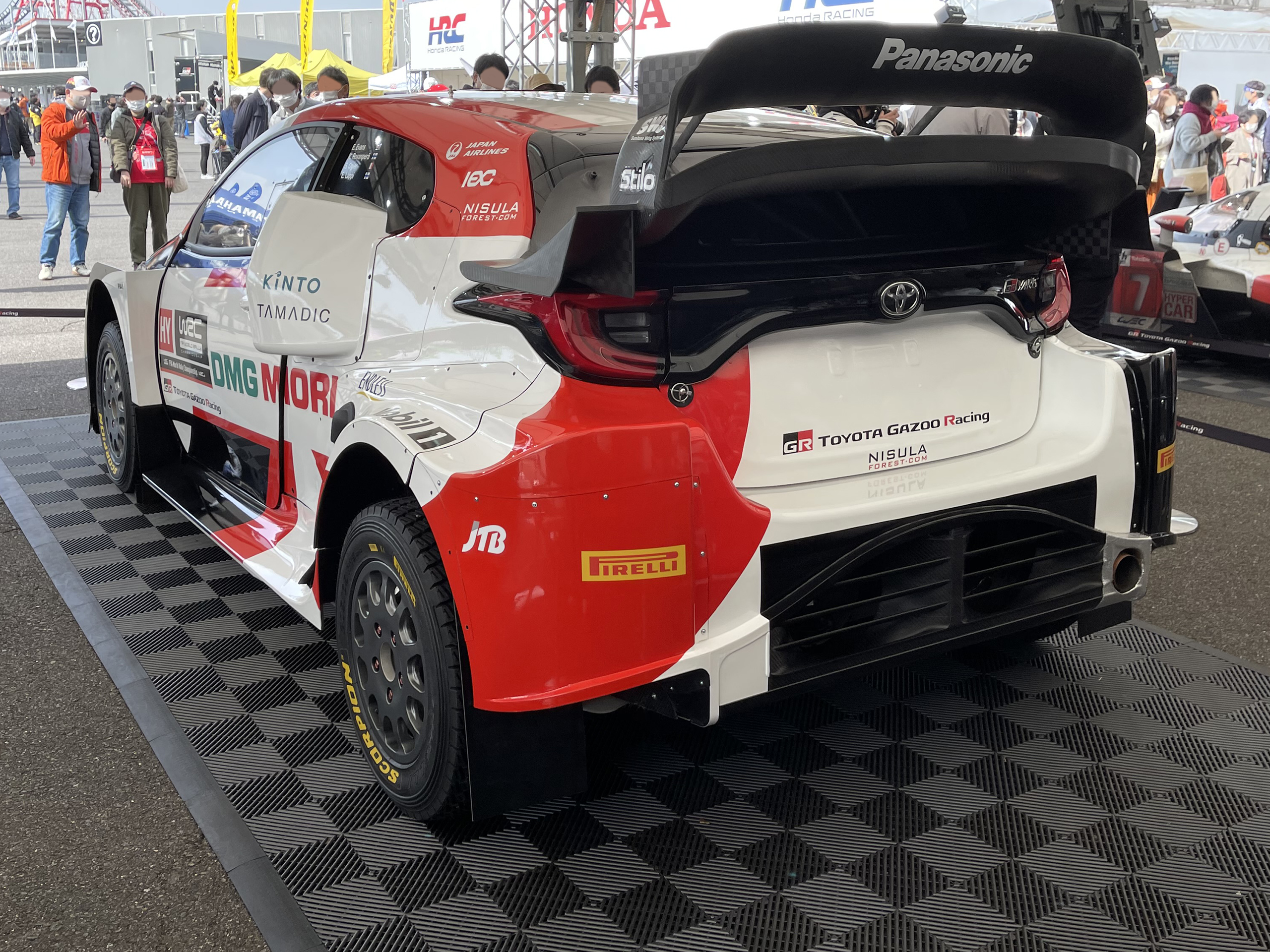
Vista posteriore

## Contesto
La GR Yaris è il terzo veicolo del campionato WRC con motorizzazione ibrida, che segue il nuovo regolamento Rally1 introdotto a partire dalla stagione 2022. Si basa sulla versione stradale dell'utilitaria Yaris GR ed è stata sviluppata allo scopo di sostituire la Toyota Yaris WRC, che ha gareggiato tra il 2017 e il 2021. L'auto è stata presentata in un evento  ufficiale organizzato dalla FIA insieme alla Hyundai i20 N Rally1 e Ford Puma Rally1 il 15 gennaio 2022 a Salisburgo. Alla guida della vettura sono stati confermati Sébastien Ogier, Elfyn Evans, Kalle Rovanperä e nella scuderia privata Takamoto Katsuta.

## Tecnica

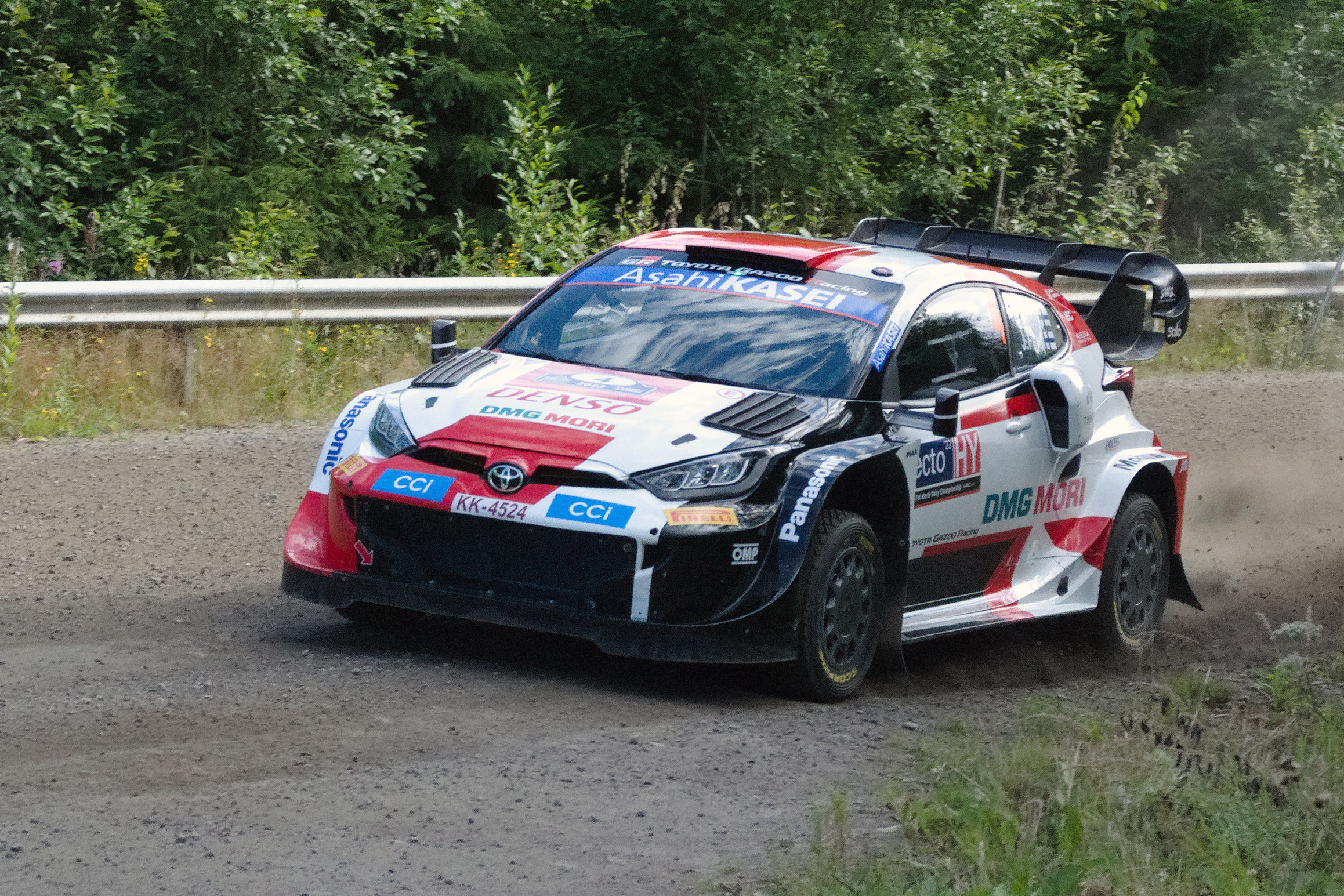

La vettura riprende alcuni elementi dalla Yaris WRC, tra cui il motore endotermico che è il quattro cilindri da 1,6 litri con distribuzione a doppio albero a camme in testa con 16 valvole e iniezione diretta, che eroga una potenza di 280 kW (381 CV). A quest'ultimo viene abbinato un motore elettrico da 100 kW (136 CV) che può ruotare ad un regime massimo di 12.000 giri/min. Insieme, i due motori raggiungono una potenza combinata di 378 kW (514 CV). La batteria da 3,9 kWh del sistema ibrido si ricarica da una presa esterna (come ibrido plug-in) oppure quando il veicolo frena o rallenta per inerzia, consentendo un'autonomia in modalità puramente elettrica di circa 20 chilometri. Il sistema di recupero dell'energia è prodotto dalla Compact Dynamics ed è standard per tutte le vetture. La trasmissione è semiautomatica a innesti frontali a 5 marce.

## Versione stradale

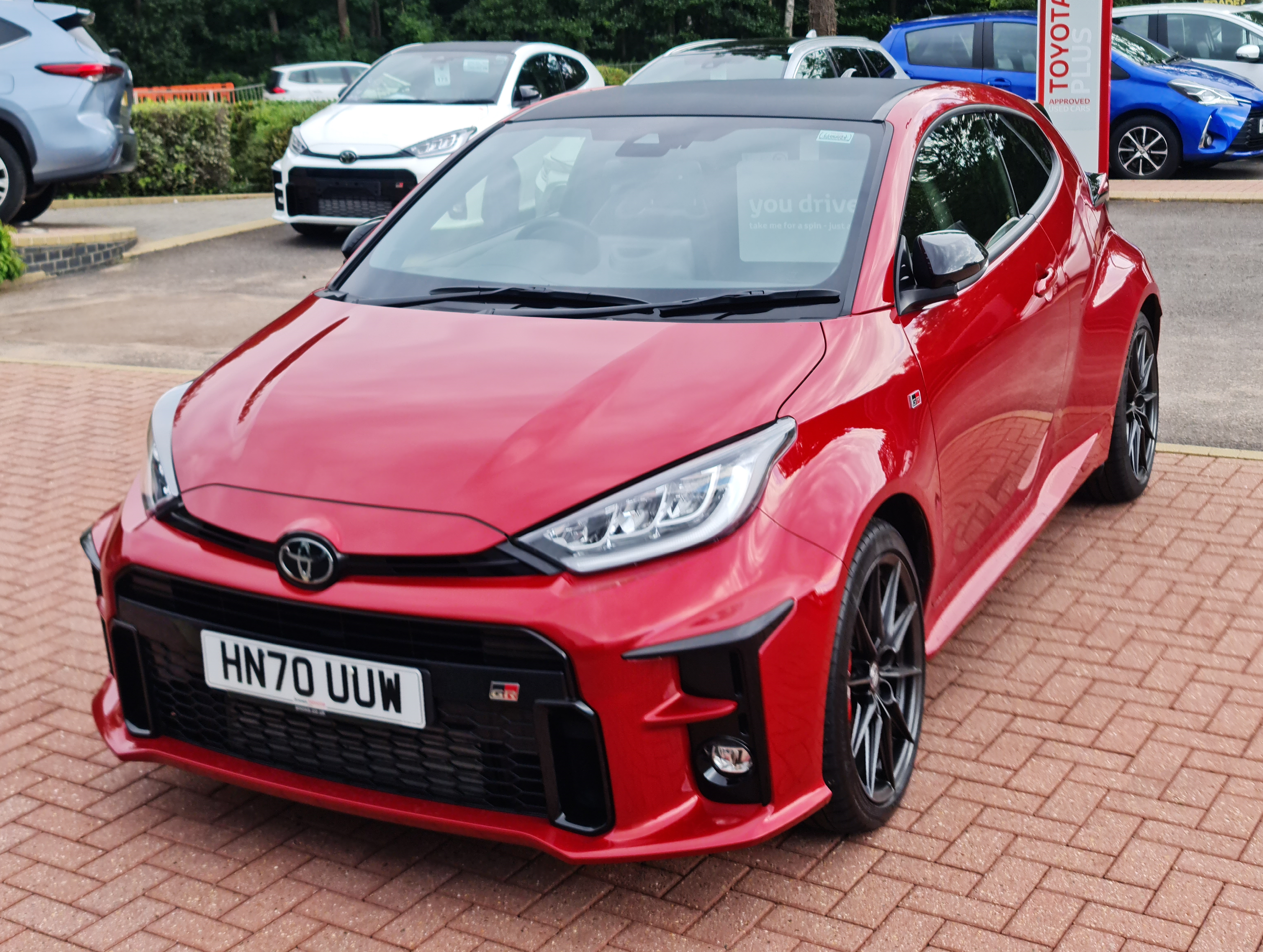
Yaris GR stradale

La Toyota GR Yaris stradale è basata sulla Yaris di quarta generazione siglata XP210, al quale però la divisione Gazoo Racing (GR) dell'azienda ha apportato pesanti modifiche.
Infatti rispetto alle altre Yaris che sono a cinque porte, la GR è disponibile solo con carrozzeria a tre porte, in quanto più adatta per l'utilizzo nelle competizione.
Oltre alle tre porte ci sono altri cambiamenti sostanziali: la trazione è solo integrale, la carreggiata posteriore è più ampia e porta in dote uno schema sospensivo indipendente a doppio braccio oscillante per gestire la maggiore coppia del motore. Inoltre la piattaforma utilizza dalla GR Yaris è diversa, essendo una combinazione tra la parte anteriore dell'architettura GA-B delle Yaris standard con la parte posteriore della piattaforma GA-C derivata dalla più grande Corolla. Per risparmiare peso, la GR Yaris fa largo uso dell'alluminio per il cofano anteriore, il cofano del bagagliaio e le portiere, oltre che di plastica rinforzata con fibra di carbonio per il tetto.
L'auto stradale è alimentata da un motore a tre cilindri G16E-GTS da 1,6 litri costruito dall Gazoo Racing, turbocompresso e a iniezione diretta/indiretta con 6 iniettori (due per cilindro) che eroga 261 CV e 360 Nm di coppia. Il motore è abbinato a un cambio manuale a 6 marce serie V16 e a un sistema di trazione integrale permanente "GR-Four". L'accelerazione dichiarata nello 0–100 km/h è di 5,5 secondi e la velocità massima è limitata elettronicamente di 230 km/h.
La GR Yaris è stata presentata per la prima volta al Tokyo Auto Salon 2020. Il veicolo è entrato in produzione nel settembre 2020 su una linea di assemblaggio speciale nello stabilimento Motomachi.

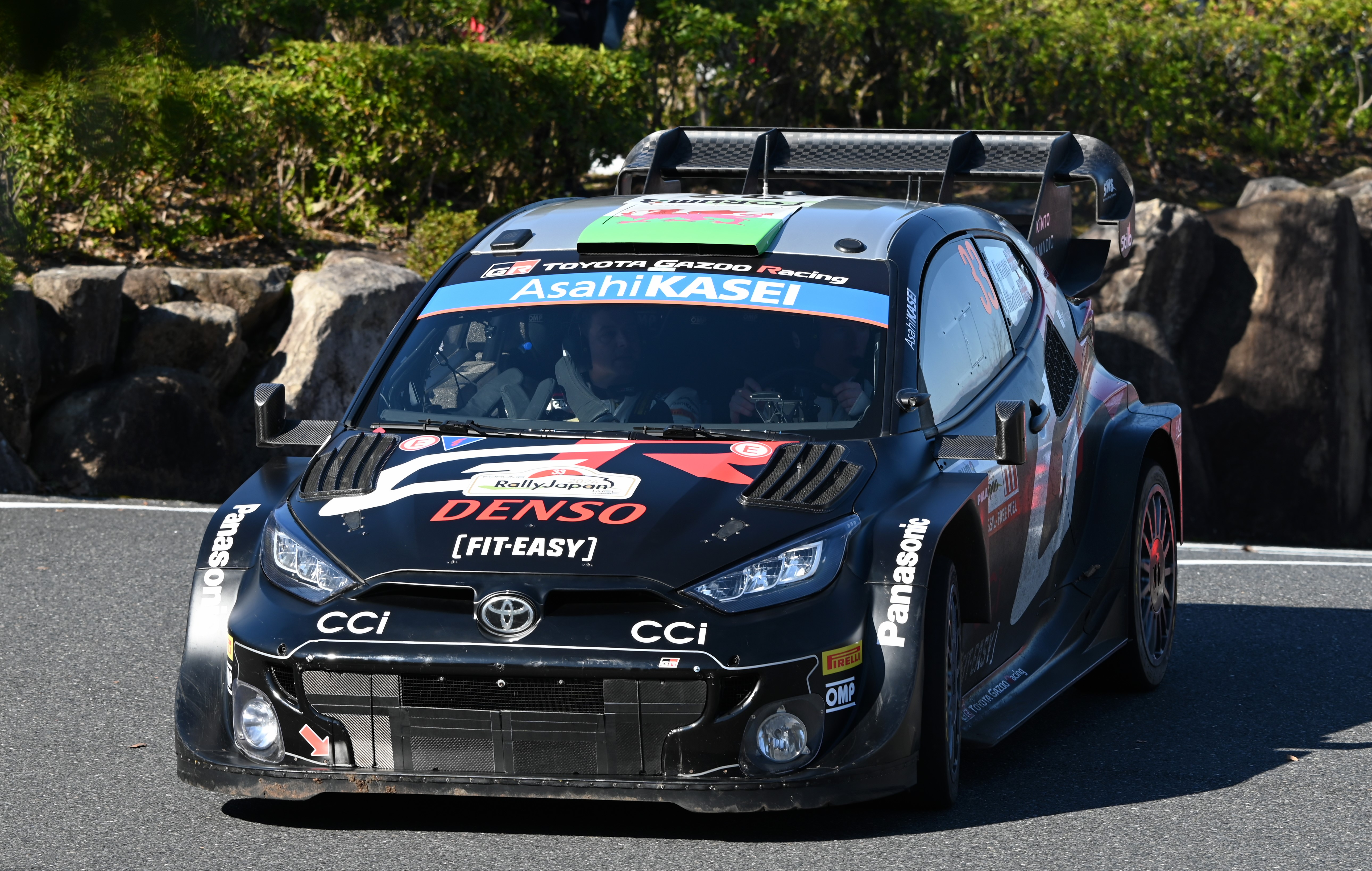
GR Yaris Rally1 del 2024

## Palmarès

### Campionato del mondo rally
- - 3 Campionato del mondo marche (2022, 2023, 2024)
- - 2 Campionato del mondo piloti (2022, 2023)

## Vittorie nel WRC
| N° | Stagione | Evento                    | Pilota          | Co-pilota         | Versione |
| -- | -------- | ------------------------- | --------------- | ----------------- | -------- |
| 1  | 2022     | Rally di Svezia           | Kalle Rovanperä | Jonne Halttunen   | Hybrid   |
| 2  | 2022     | Rally di Croazia          | Kalle Rovanperä | Jonne Halttunen   | Hybrid   |
| 3  | 2022     | Rally del Portogallo      | Kalle Rovanperä | Jonne Halttunen   | Hybrid   |
| 4  | 2022     | Safari Rally              | Kalle Rovanperä | Jonne Halttunen   | Hybrid   |
| 5  | 2022     | Rally d'Estonia           | Kalle Rovanperä | Jonne Halttunen   | Hybrid   |
| 6  | 2022     | Rally della Nuova Zelanda | Kalle Rovanperä | Jonne Halttunen   | Hybrid   |
| 7  | 2022     | Rally di Catalogna        | Sébastien Ogier | Benjamin Veillas  | Hybrid   |
| 8  | 2023     | Rally di Monte Carlo      | Sébastien Ogier | Vincent Landais   | Hybrid   |
| 9  | 2023     | Rally del Messico         | Sébastien Ogier | Vincent Landais   | Hybrid   |
| 10 | 2023     | Rally di Croazia          | Elfyn Evans     | Scott Martin      | Hybrid   |
| 11 | 2023     | Rally del Portogallo      | Kalle Rovanperä | Jonne Halttunen   | Hybrid   |
| 12 | 2023     | Safari Rally              | Sébastien Ogier | Vincent Landais   | Hybrid   |
| 13 | 2023     | Rally d'Estonia           | Kalle Rovanperä | Jonne Halttunen   | Hybrid   |
| 14 | 2023     | Rally di Finlandia        | Elfyn Evans     | Scott Martin      | Hybrid   |
| 15 | 2023     | Rally dell'Acropoli       | Kalle Rovanperä | Jonne Halttunen   | Hybrid   |
| 16 | 2023     | Rally del Giappone        | Elfyn Evans     | Scott Martin      | Hybrid   |
| 17 | 2024     | Safari Rally              | Kalle Rovanperä | Jonne Halttunen   | Hybrid   |
| 18 | 2024     | Rally di Croazia          | Sébastien Ogier | Vincent Landais   | Hybrid   |
| 19 | 2024     | Rally del Portogallo      | Sébastien Ogier | Vincent Landais   | Hybrid   |
| 20 | 2024     | Rally di Polonia          | Kalle Rovanperä | Jonne Halttunen   | Hybrid   |
| 21 | 2024     | Rally Liepāja             | Kalle Rovanperä | Jonne Halttunen   | Hybrid   |
| 22 | 2024     | Rally di Finlandia        | Sébastien Ogier | Vincent Landais   | Hybrid   |
| 23 | 2024     | Rally del Cile            | Kalle Rovanperä | Jonne Halttunen   | Hybrid   |
| 24 | 2024     | Rally del Giappone        | Elfyn Evans     | Scott Martin      | Hybrid   |
| 25 | 2025     | Rally di Monte Carlo      | Sébastien Ogier | Vincent Landais   | -        |
| 26 | 2025     | Rally di Svezia           | Elfyn Evans     | Scott Martin      | -        |
| 27 | 2025     | Safari Rally              | Elfyn Evans     | Scott Martin      | -        |
| 28 | 2025     | Rally delle Isole Canarie | Kalle Rovanperä | Jonne Halttunen   | -        |
| 29 | 2025     | Rally del Portogallo      | Sébastien Ogier | Vincent Landais   | -        |
| 30 | 2025     | Rally di Sardegna         | Sébastien Ogier | Vincent Landais   | -        |
| 31 | 2025     | Rally d'Estonia           | Oliver Solberg  | Elliott Edmondson | -        |
| 32 | 2025     | Rally di Finlandia        | Kalle Rovanperä | Jonne Halttunen   | -        |